# И не осталось никого
«И не осталось никого» (англ. And Then There Were None) — американский кинофильм режиссёра Рене Клера, вышедший на экраны в 1945 году. Четвёртая американская постановка французского режиссёра, вынужденного во время немецкой оккупации Франции работать в США. Единственный детективный фильм в его творчестве. Первая экранизация романа Агаты Кристи «Десять негритят». В Великобритании вышел под названием «Десять маленьких индейцев» (англ. Ten Little Indians), поскольку в США из-за политкорректности все негритята в оригинальной публикации были заменены на индейцев. 
Фильм получил приз «Золотой леопард» на кинофестивале в Локарно.
Хотя в титрах фильм заявлен как именно экранизация романа, он больше опирается на одноимённую пьесу.

## Сюжет
Восемь человек по приглашению мистера А. Н. Онима приезжают на уединённый остров у британского побережья, чтобы провести здесь уик-энд. Здесь их встречают слуги — семейная пара Роджерсов. В ожидании опаздывающего хозяина гости знакомятся друг с другом, а затем обедают. Выясняется, что никто не знаком с хозяином. Ровно в 9 часов вечера дворецкий, следуя распоряжению мистера Онима ставит в проигрыватель пластинку, из динамиков раздаётся обвинительный приговор гостям: каждый из них виновен в том или ином преступлении, но сумел избежать ответственности. Теперь их ждёт расплата...

## В ролях
- Барри Фицджеральд — судья Фрэнсис Куинкэннон
- Уолтер Хьюстон — доктор Эдвард Армстронг
- Луис Хейуорд — Филип Ломбард
- Роланд Янг — детектив Уильям Генри Блор
- Джун Дюпре — Вера Клэйторн
- Миша Ауэр — князь Никита Старлофф
- Обри Смит — генерал Джон Мандрейк
- Джудит Андерсон — Эмили Брент
- Ричард Хэйдн — Томас Роджерс
- Куини Леонард — Этель Роджерс
- Гарри Тёрстон — Фред Нарракотт

## Критика
Историк кино Ежи Тёплиц охарактеризовал постановку как имеющую «компромиссный характер», где при некоторых интересных режиссёрских решениях и запоминающейся актёрской игре, отсутствует индивидуальность присущая Клеру в его предыдущих работах, прежде всего французских: «Но внутренне он был пуст, безличен, лишён оригинальности. Его мог поставить любой другой режиссёр». Подобную точку зрения разделяла советский киновед Янина Маркулан, назвавшая экранизацию «посредственным произведением», соответствующим уровню массовой голливудской продукции. Французский киновед Пьер Лепроон при оценке последнего американского фильма режиссёра, процитировал показательное мнение своих коллег Жоржа Шаренсоля и Роже Режана о том, что именно он пользовался в США самым большим успехом «несмотря на то, что сделан он при минимуме вдохновения и меньше других носит печать личности Клера…» На французские экраны он вышел 5 февраля 1947 года, при этом критика расценила его в качестве добротного серийного детектива».